# Perizoma silenata
Perizoma silenata är en fjärilsart som beskrevs av Stephens 1850. Perizoma silenata ingår i släktet Perizoma och familjen mätare. Inga underarter finns listade i Catalogue of Life.